# アーチボルド・クーパー

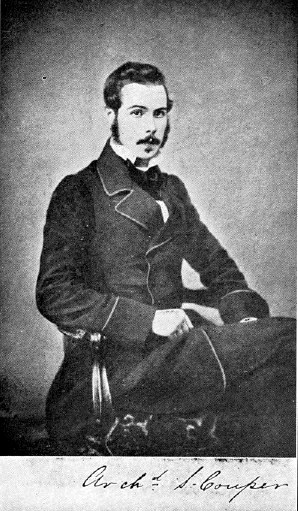
アーチボルド・クーパー

アーチボルド・スコット・クーパー(Archibald Scott Couper、1831年3月31日–1892年3月11日)は、イギリス（スコットランド）の化学者。
炭素原子同士が結合して有機化合物が構成されているという構造論を、フリードリヒ・ケクレとは独立に唱えた。

## 生涯
1831年にグラスゴー近郊のカーキンティロックに綿織物業者の息子として生まれた。
グラスゴー大学に入学し、古典と言語学について学んだ。
1852年に一度ベルリンに渡った後、エディンバラ大学へと移り、ウィリアム・ハミルトンの元で論理学と形而上学を学んだ。
1855年に再びベルリンへと渡り、ここで化学を学んだ。
1856年にクーパーはパリへ渡り、アドルフ・ヴュルツの元で研究し、原子価に基づいた新しい構造論についての論文「On a New Chemical Theory」を1858年に提出した。
しかし、論文を受け取ったヴュルツが公表を遅らせたために、その発表がアウグスト・ケクレの論文の1ヶ月後となってしまった。
遅れの原因はヴュルツがフランス科学アカデミー会員でなかったため公表に手間取ったためとも、実験的な事実によらず哲学的な視点から型の説を批判した論文の公表にヴュルツが躊躇したためとも言われている。
このことでクーパーはヴュルツを強く非難し、ヴュルツの元を解雇された。
イギリスに戻ったクーパーはエディンバラ大学のライアン・プレイフェアの助手となったが、1859年には深刻なうつ病を発症し研究を続けることが不可能になった。
クーパーは研究から完全に引退しカーキンティロックへと戻り、そこで死去した。

## 業績
クーパーの業績はパリにおける2年間の研究によるものが全てである。ケクレが型の説の発展させる形で原子価に基づく構造論を展開したのに対し、クーパーは型の説や根の説を否定する形で原子価論を展開した。
クーパーは自身が学んだ哲学的観点から、理論はなるべく多くの事実を簡潔に説明できなくてはならないとし、型の説では過酸化水素の型への分類や付加反応の説明ができていないと批判した。
言語学に基づく視点から、ある単語が文字からできていることが分かっているにもかかわらず、根や型というものを仮定していろいろな単語を分類するのはナンセンスであると主張した。
すなわち、化合物は原子から出来ているのだから原子の属性で説明すべきであると主張し、その属性として親和力(原子価)を提案した。
またクーパーは結合している原子同士を点線、あるいは実線で結んで表し、現在用いられている線結合構造式の先駆ともいえる構造式をはじめて用いた。さらに一部の化合物について酸素を含む環状構造を考えている。構造式そのものはクーパーが酸素の原子量を8と考えていたために生じた誤りであったが、環状構造を分子がとりうるという提案は初めてのものであった。
ケクレの論文に遅れて公表されたクーパーの論文には、ケクレがすぐに気づきプライオリティを主張する短信を発表した。しかしそのときにはすでにクーパーはイギリスへ帰国してしまっており、その短信はクーパーの目に触れる機会はなかったと推定されている。その結果、ケクレの論文のみが注目を浴びることとなり、クーパーの論文はほとんどの化学者の目にとまることなく、その業績は忘れられていた。しかし、ヴュルツや同僚であり、後に化学構造の概念を提案したアレクサンドル・ブトレロフにはかなり大きな影響を与えていたものと考えられている。
クーパーの論文が再び日の目を見たのは1909年のことであった。ケクレの弟子であったリヒャルト・アンシュッツがケクレの伝記を書くために先行業績を調査した際、クーパーの論文を再発見したのである。この際にアンシュッツはクーパーの業績を高く評価している。